# Elektromagnetische Masse
Die elektromagnetische Masse, auch scheinbare Masse oder effektive Masse, ist ein Konzept der klassischen Mechanik bzw. Elektrodynamik. Sie gibt an, inwieweit das elektromagnetische Feld bzw. die Selbstenergie zur Masse eines geladenen Teilchens beiträgt. Die elektromagnetische Masse wurde zuerst von J. J. Thomson 1881 abgeleitet.
Zu Beginn des 20. Jahrhunderts wurde die elektromagnetische Masse als Erklärung für den Ursprung der Masse in Betracht gezogen. Diese Interpretation wurde jedoch später zu Gunsten der Aussagen der Relativitätstheorie verworfen. Masse, Impuls, Geschwindigkeit und allen möglichen Energiearten hängen durch die Äquivalenz von Masse und Energie miteinander zusammen. Was die Ursache der Masse von Elementarteilchen betrifft, so wird der Higgs-Mechanismus im Rahmen des relativistischen Standardmodells benutzt. Für den Spezialfall der elektromagnetischen Selbstenergie von geladenen Teilchen kann allerdings weiterhin das Vorhandensein einer „effektiven“ elektromagnetischen Masse angenommen werden.

## Geladene Partikel

### Ruhemasse und Energie
Bereits 1843 zeigte George Gabriel Stokes im Rahmen der Hydrodynamik, dass die „effektive“ Trägheit eines bewegten Körpers in einer inkompressiblen perfekten Flüssigkeit erhöht ist. Ähnliche Überlegungen stellte J. J. Thomson (1881) an. Er erkannte, dass eine sich in einem Medium (dem elektromagnetischen Äther James Clerk Maxwells) befindliche und elektrisch geladene Kugel, die ein spezifisches Induktionsvermögen besitzt, schwerer in Bewegung zu setzen ist als ein ungeladener Körper. Durch diesen Selbstinduktionseffekt verhält sich elektrostatische Energie, als ob sie Impuls und eine „scheinbare“ elektromagnetische Masse besäße, welche die gewöhnliche mechanische Masse eines Körpers erhöhen kann. Anders formuliert: Diese Masse stammt von der elektromagnetischen Selbstenergie der Partikel. Thomsons Idee wurde detaillierter ausgearbeitet von Oliver Heaviside (1889), Thomson (1893), George Frederick Charles Searle (1897), Max Abraham (1902), Hendrik Lorentz (1892, 1904), und wurde direkt auf die Dynamik des damals entdeckten Elektrons unter Benutzung der Abraham-Lorentz-Gleichungen angewandt. Die elektrostatische Energie Eem und die Masse mem eines ruhenden Elektrons ergab sich nun (im Gauß’schen Einheitensystem) als:
{\displaystyle E_{\mathrm {em} }={\frac {1}{2}}{\frac {e^{2}}{a}},\qquad m_{\mathrm {em} }={\frac {2}{3}}{\frac {e^{2}}{ac^{2}}}}
wo e die gleichförmig auf der Oberfläche verteilte Ladung, und a der klassische Elektronenradius ist, der endlich sein muss, um unendlich große Energiewerte zu vermeiden. Daraus ergibt sich die elektromagnetische Energie-Masse-Beziehung mit
{\displaystyle m_{\mathrm {em} }={\frac {4}{3}}{\frac {E_{\mathrm {em} }}{c^{2}}}}
Einige Forscher wie Wilhelm Wien (1900) und Max Abraham (1902) kamen zum Schluss, dass die gesamte Masse eines Körpers gleich ihrer elektromagnetischen Masse sei. Wien und andere nahmen überdies an, dass auch die Gravitation elektromagnetischen Ursprungs ist, und folglich elektromagnetische Energie, träge Masse, und schwere Masse einander proportional sein müssten. Wenn ein Körper einen anderen anzieht, wird nach Wien der elektromagnetische Energievorrat der Gravitation verringert um den Betrag (wo M die angezogenen Masse, G die Gravitationskonstante, und r der Abstand ist):
{\displaystyle G{\frac {{\frac {4}{3}}{\frac {E_{\mathrm {em} }}{c^{2}}}M}{r}}}
Henri Poincaré meinte 1906 überdies, dass wenn die Masse tatsächlich das Produkt des elektromagnetischen Feldes im Äther ist – wonach also keine „wirkliche“ Masse existiert – und wenn angenommen wird, dass der Begriff Materie untrennbar mit dem der Masse verknüpft ist, dann existiert folglich keine Materie und Elektronen seien lediglich Höhlungen im Äther.

### Masse und Geschwindigkeit

#### Thomson und Searle
Thomson (1893) bemerkte, dass die Energie geladener Körper mit größerer Geschwindigkeit immer weiter zunimmt. Daraus ergibt sich, dass immer mehr Energie erforderlich ist, um die Masse weiter zu beschleunigen, was als Zunahme der Masse mit größerer Geschwindigkeit gedeutet wurde. Er schrieb (wo v die Geschwindigkeit des Körpers und c die Lichtgeschwindigkeit ist):

„[S. 21] Im Grenzbereich v = c wird die Zunahme der Masse unendlich groß, folglich verhält sich eine mit Lichtgeschwindigkeit bewegte geladene Kugel, als ob ihre Masse unendlich groß wäre, und deshalb wird ihre Geschwindigkeit gleich bleiben; oder mit anderen Worten, es ist unmöglich, die Geschwindigkeit eines geladenen Körpers, der sich durch ein Dielektrikum bewegt, über die Lichtgeschwindigkeit hinaus zu steigern.“

1897 gab Searle eine genauere Formel für die Zunahme der elektromagnetische Energie einer bewegten Kugel an:
{\displaystyle E_{\mathrm {em} }^{v}=E_{\mathrm {em} }\left[{\frac {1}{\beta }}\ln {\frac {1+\beta }{1-\beta }}-1\right],\qquad \beta ={\frac {v}{c}},}
und wie Thomson schloss er:

„… bei v = c wird die Energie unendlich groß, so dass es unmöglich erscheint einen geladenen Körper dazu zu bringen, sich mit einer größeren Geschwindigkeit als Lichtgeschwindigkeit zu bewegen.“

#### Longitudinale und transversale Masse

Voraussagen zur Geschwindigkeitsabhängigkeit der transversalen elektromagnetischen Masse nach Abraham, Lorentz und Bucherer

Ausgehend von Searles Formel leiteten Walter Kaufmann (1901) und Max Abraham (1902) die Formel für die elektromagnetische Masse von bewegten Körpern ab:
{\displaystyle m_{\mathrm {L} }={\frac {3}{4}}\cdot m_{\mathrm {em} }\cdot {\frac {1}{\beta ^{2}}}\left[-{\frac {1}{\beta ^{2}}}\ln \left({\frac {1+\beta }{1-\beta }}\right)+{\frac {2}{1-\beta ^{2}}}\right]}
Abraham konnte jedoch zeigen, dass diese Formel nur in longitudinaler Richtung korrekt ist („longitudinale Masse“), d. h. die elektromagnetische Masse hängt auch von der Richtung der bewegten Elektronen ab. Folglich leitete Abraham die „transversale Masse“ ab:
{\displaystyle m_{\mathrm {T} }={\frac {3}{4}}\cdot m_{\mathrm {em} }\cdot {\frac {1}{\beta ^{2}}}\left[\left({\frac {1+\beta ^{2}}{2\beta }}\right)\ln \left({\frac {1+\beta }{1-\beta }}\right)-1\right]}
Andererseits hatte Lorentz bereits 1899 angenommen, dass Elektronen in Bewegungsrichtung einer Längenkontraktion unterworfen sind, was verhindern soll, dass Beobachter ihren Bewegungszustand relativ zum Äther messen können. Dies führte dazu, dass die Werte für die Beschleunigung der Elektronen von Abrahams Werten abwichen. Lorentz gab nun 1899 und etwas genauer 1904 folgende Werte für die longitudinale und transversale Masse an (welche mit den Werten, die 1905 von Albert Einstein aus der Relativitätstheorie abgeleitet wurden, übereinstimmten):
{\displaystyle m_{\mathrm {L} }={\frac {m_{\mathrm {em} }}{\left({\sqrt {1-\beta ^{2}}}\right)^{3}}},\quad m_{\mathrm {T} }={\frac {m_{\mathrm {em} }}{\sqrt {1-\beta ^{2}}}}},
Daneben wurde von Alfred Bucherer und Paul Langevin (1904) ein weiteres Elektronenmodell entwickelt, wonach die Elektronen in Bewegungsrichtung kontrahieren, jedoch senkrecht dazu expandieren, wodurch das Volumen konstant bleibt. Sie erhielten folgenden Werte:
{\displaystyle m_{\mathrm {L} }={\frac {m_{\mathrm {em} }\left(1-{\frac {1}{3}}\beta ^{2}\right)}{\left({\sqrt {1-\beta ^{2}}}\right)^{8/3}}},\quad m_{\mathrm {T} }={\frac {m_{\mathrm {em} }}{\left({\sqrt {1-\beta ^{2}}}\right)^{2/3}}}}

#### Kaufmanns Experimente
Die Formeln für die transversale Masse in der Theorien von Abraham und Lorentz wurden gestützt durch die Experimente von Kaufmann (1901–1903), jedoch waren sie nicht genau genug um zwischen den Theorien eine Entscheidung herbeizuführen. Kaufmann führte 1905 deswegen weitere Experimente durch, die ungefähr in Übereinstimmung mit Abrahams und Bucherers Formeln, jedoch im Widerspruch zur Lorentz-Einstein-Formel standen. Die nachfolgenden Experimente von Bucherer und anderen ergaben allerdings eine bessere Übereinstimmung mit der Lorentz-Einstein-Formel als mit denen von Abraham und Bucherer. Rückwirkend betrachtet waren diese Experimente allerdings nicht genau genug, um zwischen den Alternativen zu entscheiden, was erst 1940 erreicht werden konnte. Dies betraf allerdings nur diese Art von Experimenten, bei anderen konnte die Lorentz-Einstein-Formel viel früher (ab 1917) genau bestätigt werden.

### Poincaré-Spannungen und das 4/3-Problem
Die Idee einer elektromagnetischen Begründung der Materie war jedoch unverträglich mit dem lorentzschen Elektron. Abraham (1904, 1905) zeigte, dass eine nicht-elektromagnetische Kraft benötigt wurde um die Lorentz-Elektronen daran zu hindern einfach zu explodieren, und zwar aufgrund der elektrostatischen Abstoßung der einzelnen Abschnitte ihres Feldes. Er zeigte überdies, dass verschiedenen Werte für die longitudinale elektromagnetische Masse folgen, abhängig davon, ob sie aus ihrer elektromagnetischen Energie oder ihrem Impuls abgeleitet werden. Er errechnete, das ein nicht-elektromagnetisches Potential (entsprechend einem Drittel der elektromagnetischen Energie) nötig sei, um die verschiedenen Ergebnisse anzugleichen. Abraham bezweifelte, dass es möglich ist eine Theorie zu entwickeln, die alle diese Forderungen erfüllt.
Um dieses Problem zu lösen, führte Henri Poincaré (1905) die nach ihm benannten – einen negativen Druck ausübenden – Poincaré-Spannungen ein, die ein nicht-elektromagnetisches Potential innerhalb der Elektronen darstellen. Wie von Abraham gefordert, fügen sie eine nicht-elektromagnetische Energie zu den Elektronen hinzu, die sich auf ¼ ihrer gesamten Energie bzw. ⅓ ihrer elektromagnetischen Energie beläuft. Die Poincaré-Spannungen lösen somit den Widerspruch in der Herleitung der longitudinalen Masse auf, sie verhindern die Explosion der Elektronen, sie verbleiben unverändert durch eine Lorentz-Transformation (sie sind also Lorentz-invariant) und wurden von Poincaré auch als dynamische Ursache für die Längenkontraktion angesehen. Poincaré blieb allerdings bei der Meinung, dass nur die elektromagnetische Energie zur Masse der Körper beitrage.
Wie später bemerkt wurde, liegt die Wurzel des Problems im 4⁄3-Faktor der elektromagnetischen Ruhemasse – also mem=(4/3)Eem/c2 wenn diese aus den Abraham-Lorentz-Gleichungen abgeleitet wird. Wird sie jedoch von der elektrostatischen Energie der Elektronen abgeleitet, ergibt sich eine Masse von mes=Eem/c2 ohne den Faktor. Dieser Widerspruch wird durch die nicht-elektromagnetische Energie Ep der Poincaré-Spannungen aufgelöst, wodurch sich die Gesamtenergie der Elektronen Etot ergibt:
{\displaystyle {\frac {E_{\mathrm {tot} }}{c^{2}}}={\frac {E_{\mathrm {em} }+E_{\mathrm {p} }}{c^{2}}}={\frac {E_{\mathrm {em} }+{\frac {E_{\mathrm {em} }}{3}}}{c^{2}}}={\frac {4}{3}}{\frac {E_{\mathrm {em} }}{c^{2}}}={\frac {4}{3}}m_{\mathrm {es} }=m_{\mathrm {em} }}
Folglich ist der fehlende 4⁄3-Faktor wiederhergestellt, wenn die Masse auf ihre elektromagnetische Energie bezogen wird, was zu jener Zeit üblich war, und er verschwindet, wenn die Gesamtenergie berücksichtigt wird.

## Trägheit der Energie und Strahlungsparadoxien

### Strahlungsdruck
Ein anderer Weg, der benutzt wurde, um eine Art Verbindung zwischen elektromagnetischer Energie und Masse herzustellen, basierte auf dem Konzept des Strahlungsdrucks. Dieser Druck bzw. das Vorhandensein von Spannungen im elektromagnetischen Feld wurde von James Clerk Maxwell (1874) und Adolfo Bartoli (1876) abgeleitet. Auch Lorentz (1895) konnte zeigen, dass diese maxwellschen Spannungen aus seiner Theorie des ruhenden Äthers folgen. Allerdings ergab sich dabei das Problem, dass Körper durch diese Spannungen bewegt werden können, jedoch können sie nicht auf den ruhenden Äther zurückwirken, da letzterer definitionsgemäß absolut unbeweglich war. Folglich war in Lorentz’ Theorie das Prinzip von actio und reactio verletzt, was von Lorentz durchaus akzeptiert wurde. Er erklärte auch, dass man in einem ruhenden Äther nur von „fiktiven“ Spannungen sprechen könne, und folglich seien sie nur mathematische Modelle zur Erleichterung der Beschreibung elektrodynamischer Wechselwirkungen.

### Masse des fiktiven elektromagnetischen Fluids
1900 untersuchte Poincaré diesen Konflikt zwischen dem Reaktionsprinzip und der lorentzschen Theorie. Er fand heraus, dass das Prinzip von der Erhaltung der Schwerpunktsbewegung eines materiellen Systems, sofern elektromagnetische Felder bzw. Strahlung vorhanden sind, aufgrund der Verletzung des Reaktionsprinzips nicht mehr gültig ist. Um dies zu vermeiden, leitete er aus den maxwellschen Spannungen bzw. dem Poynting-Vektor das Vorhandensein eines elektromagnetischen Impulses in den elektromagnetischen Feldern ab (ein solcher Impuls wurde bereits 1893 von Thomson in einer allerdings umständlicheren Art und Weise, abgeleitet.) Daraus schloss er, dass sich die elektromagnetische Feldenergie wie ein „fiktives“ Fluid („fluide fictif“) verhält, dem eine Masse von Eem/c2 (also mem=Eem/c2) zugeschrieben werden kann. Wenn nun das Schwerpunktsystem als zusammengesetzt aus der Masse der Materie und der Masse des fiktiven Fluids betrachtet wird, und wenn das fiktive Fluid als unzerstörbar angesehen wird (es wird also weder emittiert noch absorbiert), dann bleibt die Schwerpunktsbewegung gleichförmig.
Diese Lösung war jedoch unzureichend für den Fall, wenn die elektromagnetische Energie in andere Energieformen umgewandelt bzw. absorbiert wird. Dies hätte zur Folge, dass das damit verbundene Fluid zerstört wird – was für Poincaré der Grund ist, wieso diese Fluid bzw. ihr Impuls und Masse eben nur als fiktiv anzusehen ist. Eine einfache Lösung dieses Problems wäre gewesen (wie es später Einstein getan hatte) anzunehmen, dass die Masse der elektromagnetischen Energie bei der Absorption direkt in die Materie übergeht, und deren Masse folglich zu- oder abnimmt während des Emissions- bzw. Absorptionsprozesses. Doch dies wurde von Poincaré nicht in Betracht gezogen, sondern er erfand ein weiteres fiktives, nicht-elektromagnetisches Fluid. Dieses befindet sich unbeweglich an jedem Ort im Raum und besitzt ebenfalls eine fiktive Masse proportional zu ihrer Energie. Wenn nun das fiktive elektromagnetische Fluid zerstört wurde, überträgt es seine Energie und Masse auf das nicht-elektromagnetische Fluid, und zwar unter der Bedingung, dass diese Masse genau an diesem Ort verbleibt, und nicht mit der Materie mitgenommen wird. (Poincaré fügte hinzu, dass man nicht zu sehr über diese Annahmen verwundert sein soll, da es sich nur um mathematische Fiktionen handle.) Wird nun die Masse der Materie und die Masse der beiden Fluida (elektromagnetisch und nicht-elektromagnetisch) zusammen berücksichtigt, bleibt auch hier die Schwerpunktsbewegung gleichförmig.
Die daraus folgende Tatsache, dass im Falle von Emission bzw. Absorption die Schwerpunktsbewegung des Systems – bestehend aus der Masse der Materie und des elektromagnetischen Fluids – nicht mehr gleichförmig ist (denn die Auswirkungen des nicht-elektromagnetischen Fluids sind experimentell nicht zugänglich), führte Poincaré zu folgendem Strahlungsparadoxon: Wenn ein Strahl in eine bestimmte Richtung emittiert wird, erleidet der Körper einen Rückstoß aufgrund des Impulses des Strahls. Poincaré führte nun eine Lorentz-Transformation (für geringe Geschwindigkeiten) in ein relativ dazu bewegtes System durch. Er bemerkte, dass zwar die Energieerhaltung aufrechtbleibt, jedoch der Impulserhaltungssatz ist verletzt, was die Möglichkeit der Konstruktion eines Perpetuum mobile ergab, was Poincaré sehr problematisch fand. Er musste also annehmen, dass eine zusätzliche Kompensationskraft existiert, die diesen Effekt ausgleicht. (Hätte er wie Einstein angenommen, dass die Masse von der Materie selbst aufgenommen bzw. abgegeben wird, würde dieses Problem nicht bestehen, s. w. u.)
Poincaré griff dieses Thema 1904 wieder auf. Dieses Mal verwarf er die Lösung, dass Bewegungen im Äther die Bewegungen der Materie kompensieren können, denn diese wären experimentell nicht feststellbar und somit wissenschaftlich unbrauchbar. Er verwarf auch das Konzept, dass Energie mit Masse verknüpft ist und schrieb im Zusammenhang mit dem Rückstoß während der Strahlungsemission:

„Der Apparat wird zurückweichen, als ob er eine Kanone, und die Energie, die er ausgestrahlt hat, eine Kugel wäre, und dies widerspricht dem Newtonschen Prinzip, weil unser Geschoß hier keine Masse hat, es ist keine Materie, es ist Energie.“

### Impuls und Hohlraumstrahlung
Poincarés ursprüngliche Idee einer Verbindung vom Impuls und Masse mit elektromagnetischer Strahlung erwies sich jedoch als durchaus korrekt. Abraham erweiterte Poincarés Formalismus und führte das Konzept des „elektromagnetischen Impulses“ ein, dessen Felddichte Eem/c pro cm² und Eem/c2 pro cm³ betrug. Im Gegensatz zu Lorentz und Poincaré fasste er dies als reale, und nicht als fiktive Größe auf, wodurch Impulserhaltung garantiert ist.
In diesem Zusammenhang erfolgten auch die Arbeiten Friedrich Hasenöhrls (1904). Er studierte die Auswirkungen der Hohlraumstrahlung und errechnete, dass sie die Masse von bewegten Körpern erhöht. Er leitete die Formel mem=(8/3)Eem/c2 für die „scheinbare“ Masse aufgrund von Strahlung und Temperatur ab, d. h. durch elektromagnetischer Strahlung kann Masse von einem Körper auf den anderen übertragen werden. Abraham und er selbst korrigierten dies 1905, indem sie den 8⁄3-Faktor durch den 4⁄3-Faktor ersetzten, wodurch sie also dieselbe Formel erhielten wie für die elektromagnetische Masse.

## Moderne Sicht

### Äquivalenz von Masse und Energie
Die Idee, dass das Verhältnis von Masse, Energie, Geschwindigkeit, Impuls durch Betrachtungen zur dynamischen Struktur der Materie bestimmt werden muss, wurde gegenstandslos durch Albert Einstein, als dieser 1905 die Äquivalenz von Masse und Energie aus der speziellen Relativitätstheorie ableitete. Aus ihr folgt, dass alle Formen von Energie zur Masse eines Körpers beitragen gemäß E/c2. Im Gegensatz zur Annahme Poincaré wird daher durch Absorption oder Emission von Energie die Masse des absorbierenden Körpers selbst erhöht oder verringert, wodurch Poincarés Strahlungsparadoxon aufgelöst wird. Überdies musste die Idee, dass die Gravitation elektromagnetischen Ursprungs ist, mit der Entwicklung der allgemeinen Relativitätstheorie aufgegeben werden.
Jede Theorie, welche die dynamischen Zusammenhänge der Masse eines Körpers behandelt, muss daher von vorneherein nach relativistischen Gesichtspunkten formuliert werden. Dies ist der Fall bei der derzeit gültigen quantenfeldtheoretischen Erklärung der Masse von Elementarteilchen im Rahmen des Standardmodells, dem Higgs-Mechanismus. Aufgrund dieses Mechanismus ist auch die Annahme, dass die Masse aller Körper vollständig durch dynamischen Wechselwirkungen mit elektromagnetischen Feldern bestimmt ist, nicht mehr relevant.

### Relativistische Masse
Die Konzepte der longitudinalen und transversalen Masse (äquivalent mit denen von Lorentz) wurden auch von Einstein in seinen ersten Arbeiten zur Relativitätstheorie benutzt. Hier gelten diese jedoch für die gesamte Masse, nicht nur für den elektromagnetischen Teil. Tolman (1912) zeigte jedoch, dass die damit zusammenhängende Definition von Masse als Quotient von Kraft und Beschleunigung unvorteilhaft ist.  Wird stattdessen {\displaystyle {\vec {F}}=\mathrm {d} {\vec {p}}/\mathrm {d} t} benutzt, verschwinden die richtungsabhängigen Terme, und es ergibt sich die relativistische Masse
{\displaystyle M={\frac {m_{0}}{\sqrt {1-{\frac {v^{2}}{c^{2}}}}}},\qquad m_{0}={\frac {E}{c^{2}}}}.
Dieses Konzept wird in manchen Physiklehrbüchern bis heute verwendet. Viele bezeichnen es allerdings als überholt und sprechen nur noch von der „invarianten Masse“, welche dem älteren Begriff der Ruhemasse entspricht. Die Auswirkungen größerer Geschwindigkeiten werden stattdessen mittels der relativistischen Energie und des Impulses beschrieben.

### Selbstenergie
In Spezialfällen wenn es um Fragen der Selbstenergie oder Selbstkraft von geladenen Teilchen geht, ist weiterhin die Verwendung einer „effektiven“ elektromagnetischen Masse sinnvoll – nicht mehr als Erklärung für die gesamte Masse der Materie, sondern als Ergänzung zur gewöhnlichen Masse. Dabei werden und wurden immer wieder Varianten und Abänderungen der Abraham-Lorentz-Gleichungen vorgeschlagen (um beispielsweise das 4/3-Problem zu lösen, s. nächsten Abschnitt). Dies steht auch im Zusammenhang mit der Renormierung im Rahmen von Quantenmechanik und Quantenfeldtheorie. Quantenphysikalische Konzepte müssen berücksichtigt werden, wenn das Elektron als physikalisch punktförmig angesehen wird. Für größere Abstände kommen die klassischen Konzepte wieder ins Spiel. Eine Ableitung der elektromagnetischen Selbstkräfte wurde beispielsweise durch Gralla et al. (2009) gegeben, welche auch den Beitrag der Selbstkraft zur Masse der Körper beinhaltet.

### 4/3-Problem
Max von Laue (1911) benutzte ebenfalls die Abraham-Lorentz-Bewegungsgleichungen in seiner Weiterentwicklung der speziell-relativistischen Dynamik, wodurch auch hier der 4⁄3-Faktor auftritt wenn die elektromagnetische Masse aus dem Selbstfeld eines geladenen, kugelförmigen Elektrons berechnet wird. Dies steht nun im Widerspruch zur Äquivalenzformel, welche die Beziehung mem=Eem/c2 ohne den 4⁄3-Faktor verlangt, ansonsten würde der Viererimpuls nicht mehr korrekt als Vierervektor transformiert werden. Laue fand nun eine Lösung, welche äquivalent zu Poincarés Einführung eines nicht-elektromagnetischen Potentials war (Poincaré-Spannungen), jedoch konnte er ihre tiefere, relativistische Bedeutung aufzeigen, da er Minkowskis Raumzeitformalismus weiter entwickelte. Laues Formalismus erforderte, dass zusätzliche Komponenten und Kräfte auftreten, sodass räumlich ausgedehnte Systeme immer ein „geschlossenes System“ bilden, wo elektromagnetische und nicht-elektromagnetische Energien kombiniert sind. Obwohl also in der elektromagnetischen Masse weiterhin ein 4⁄3-Faktor auftritt, verschwindet er, wenn das gesamte System berücksichtigt wird, was letztendlich den Zusammenhang mtot=Etot/c2 ergibt.
Alternative Lösungen fanden Enrico Fermi (1922), Paul Dirac (1938), Fritz Rohrlich (1960) oder Julian Schwinger (1983). Sie zeigten, dass die vorangehenden Definitionen des Viererimpulses in Verbindung mit den Abraham-Lorentz-Gleichungen von vorneherein nicht Lorentz-kovariant waren, und setzten an ihre Stelle eine Formulierung, wodurch die elektromagnetische Masse einfach als mem=Eem/c2 geschrieben werden kann und der 4⁄3-Faktor überhaupt nicht aufscheint. Jeder Teil des Systems, egal ob geschlossen oder nicht, kann als Vierervektor transformiert werden. Dadurch konnte gezeigt werden, dass die Stabilität der Elektronen und das 4⁄3-Problem entgegen früheren Anschauungen nicht miteinander verknüpft waren. Trotzdem sind (sofern das Elektron als ausgedehntes, kugelförmiges Objekt angesehen wird) ähnliche Mechanismen wie die Poincaré-Spannungen nötig, um die Stabilität der Elektronen aufrechtzuerhalten. In der Fermi-Rohrlich-Definition ist dies jedoch nur mehr ein dynamisches Problem und hat nichts mehr mit den Transformationseigenschaften des Systems zu tun.